# Dichaetomyia claripennis
Dichaetomyia claripennis är en tvåvingeart som beskrevs av Malloch 1929. Dichaetomyia claripennis ingår i släktet Dichaetomyia och familjen husflugor. Inga underarter finns listade i Catalogue of Life.